# Cuppa Coffee Studios
Cuppa Coffee Studios è uno studio di animazione canadese, fondato nel 1992 e sito in Toronto, Ontario e Canada.
L'azienda ha collezionato una nutrita serie di premi per molte delle sue serie televisive, fra cui: Crashbox, Bruno la Scimmia, Il circo di Jojo, Sentirsi bene con JoJo, Tigga e Togga, Bruno e il bananamicis, Starveglianza e Little People.